# هدرانج أزرق
هدرانج أزرق (الاسم العلمي:Hydrangea hypoglauca) هو نوع من النباتات يتبع جنس الهدرانج من الفصيلة الهدرانجية.